# پاریس در دوران زیبا

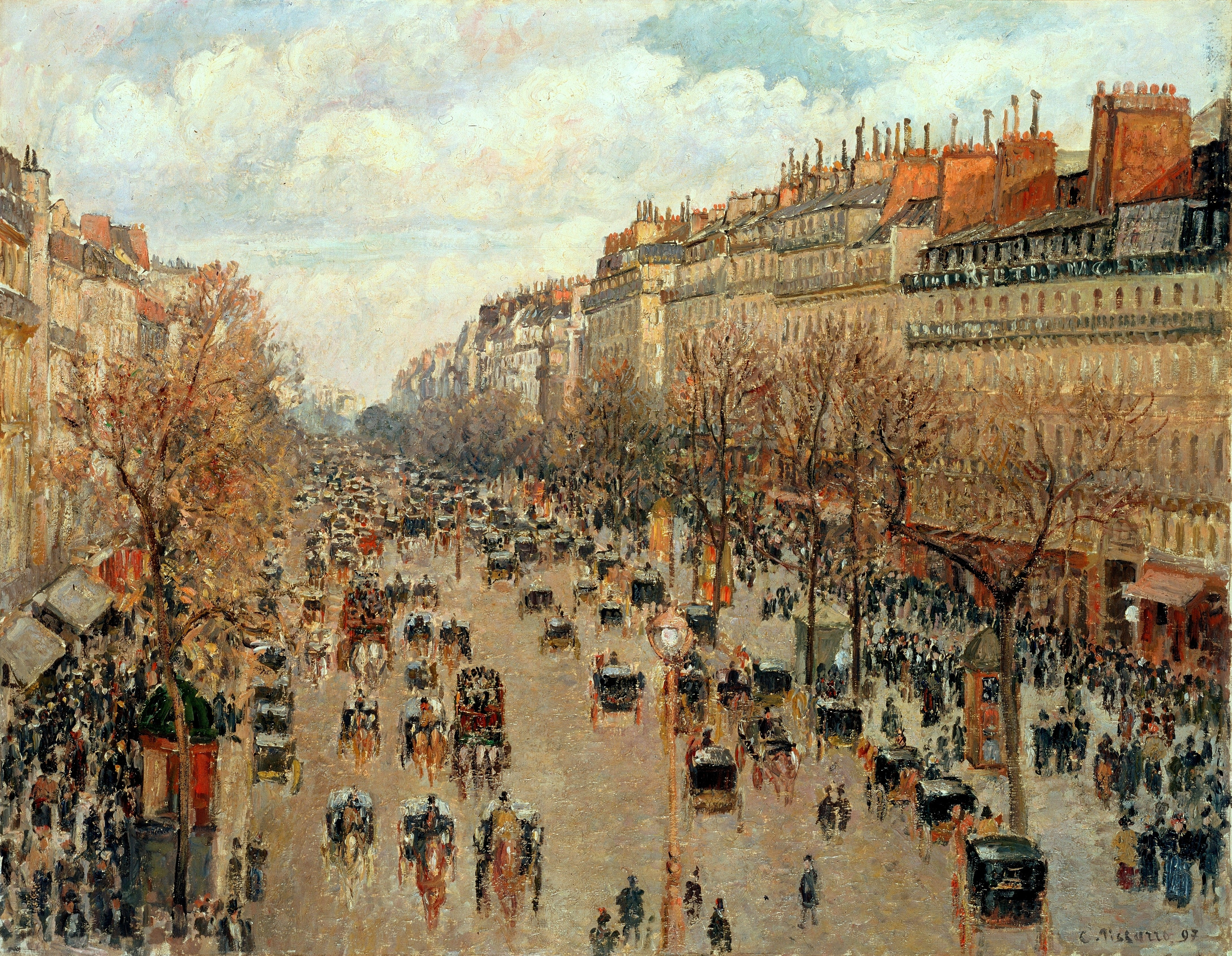
پاریس، مون‌مارتر اثر کامی پیسارو

پاریس در دوران زیبا (انگلیسی: Paris in the Belle Époque) دوره‌ای است در تاریخ کشور فرانسه میان سال‌های ۱۸۷۱ تا ۱۹۱۴ که تقریباً مصادف است با آغاز جمهوری سوم فرانسه تا زمان شروع جنگ جهانی اول که این مقطع به‌طور عام تحت عنوان دوران زیبا شناخته می‌شود. ساخت برج ایفل، متروی پاریس، تکمیل اپرای پاریس و آغاز بنای کلیسای سکره‌کر دو مون‌مارتر و بسیاری دیگر از تحولات ریز و درشت همگی در این دوره اتفاق افتاد.

## بازسازی‌های بعد از دوران کمون پاریس
پس از پایان‌گرفتن دوران خشونت‌بار کمون پاریس در ماه مه ۱۸۷۱، این شهر تحت نظارت دقیق دولت ملی و با حکومت نظامی اداره می‌گردید. در آن زمان، پاریس، در واقع پایتخت فرانسه محسوب نمی‌شد. پس از به قدرت رسیدن کمون پاریس، دولت و پارلمان در مارس ۱۸۷۱ به ورسای نقل‌مکان کرده بودند و تا سال ۱۸۷۹ به پاریس برنگشتند. پایان کمون، باعث تقسیم مردم شهر شد. گوستاو فلوبر، در اوایل ژوئن سال ۱۸۷۱ فضای شهر را اینگونه توصیف کرده بود؛ نیمی از جمعیت پاریس، می‌خواهند نیمه دیگر را خفه کنند و نیمه دیگر نیز، همان ایده را در سر می‌پرورانند، می‌توانید آن را در چشم افرادی که ار کنار شما عبور می‌کنند بخوانید.
در ۲۳ ژوییه سال ۱۸۷۳ شورای ملی، پروژه ساخت کلیسایی را در محل قیام کمون پاریس تأیید کرد. این تصمیم نمایشی، به عنوان ابزاری نمادین برای جبران مصائب و سختی‌های پاریس در طول جنگ فرانسه و پروس و همچنین دوران کمون در نظر گرفته‌شده بود. متعاقب این جریان‌ها، کلیسای سکره‌کر دو مون‌مارتر در قالب معماری احیای بیزانسی ساخته شد و هزینه آن از طریق مشارکت‌های عمومی پرداخت شد. در همان مقاطع ساخت‌وساز، به سرعت به یکی از متشخص‌ترین بناهای تاریخی پاریس تبدیل‌شد هر چند، تا سال ۱۹۱۹، این بنا به پایان نرسید.

## پاریسی‌ها
جمعیت پاریس در سال ۱۸۷۲ و در آغاز دوران زیبا بالغ بر ۱٬۸۵۱٬۷۹۲ نفر بود. در سال ۱۹۱۱ به ۲٬۸۸۸٬۱۰۷ رسید. در اواخر امپراتوری دوم فرانسه و آغاز دوران زیبا میان سال‌های ۱۸۶۶ تا ۱۸۷۲، جمعیت پاریس تنها ۱/۵٪ رشد کرد و تا پایان دوران زیبا، رشدی بسیار آهسته داشت. در سال ۱۹۲۱ تا اوایل قرن ۲۱ به بالاترین میزان تاریخی و نزدیک به ۳ میلیون نفر رسید.

## نگارخانه

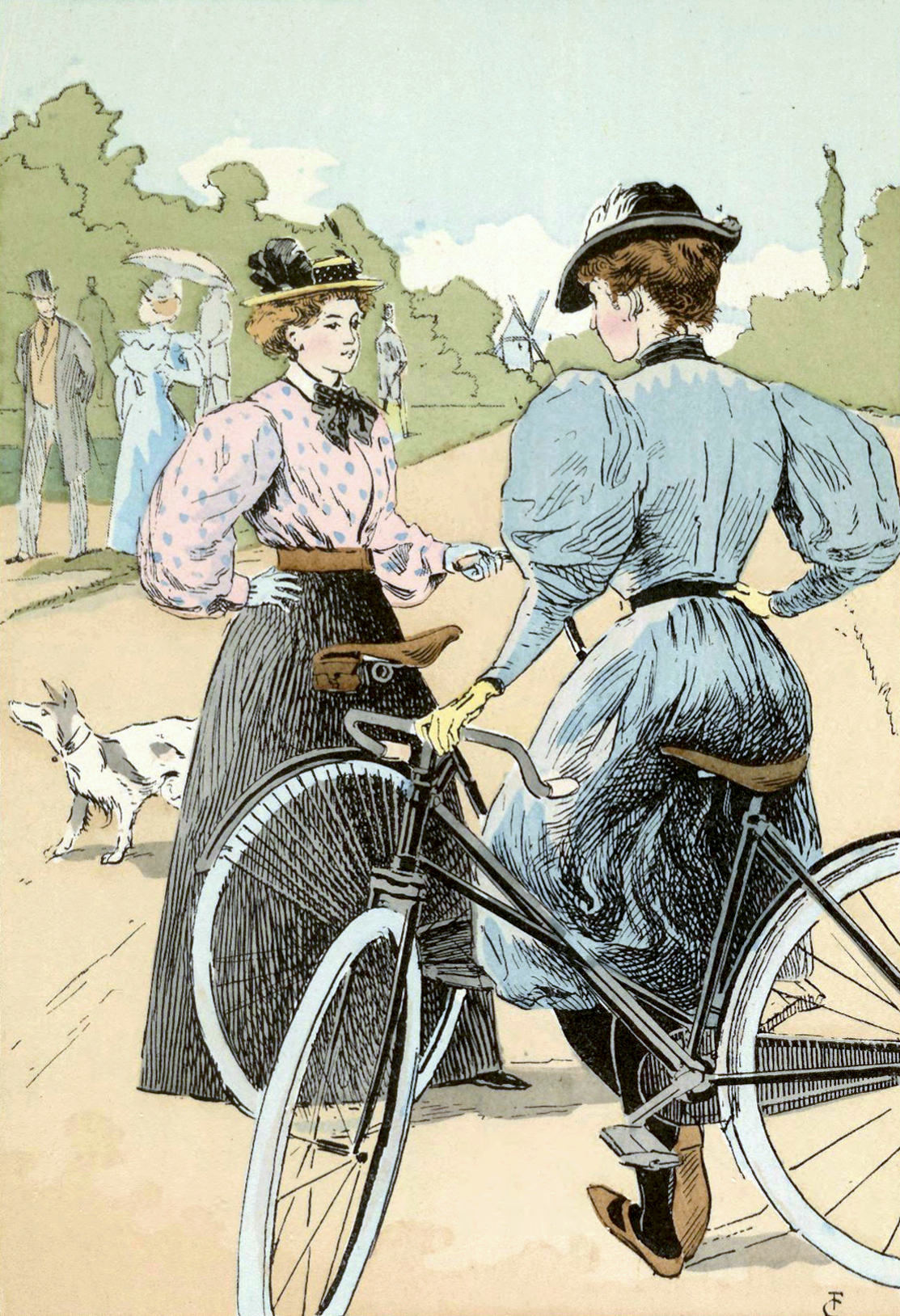
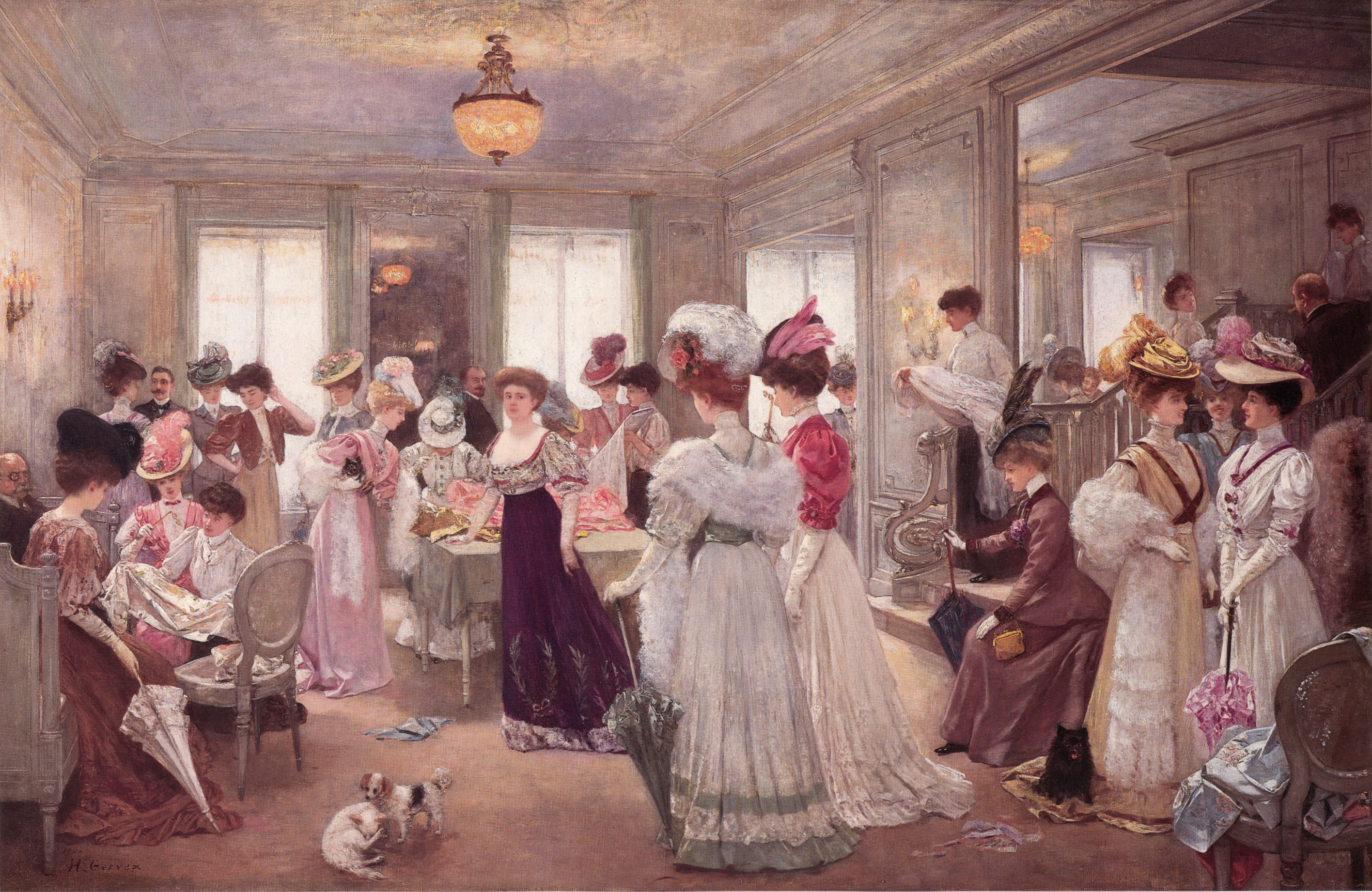
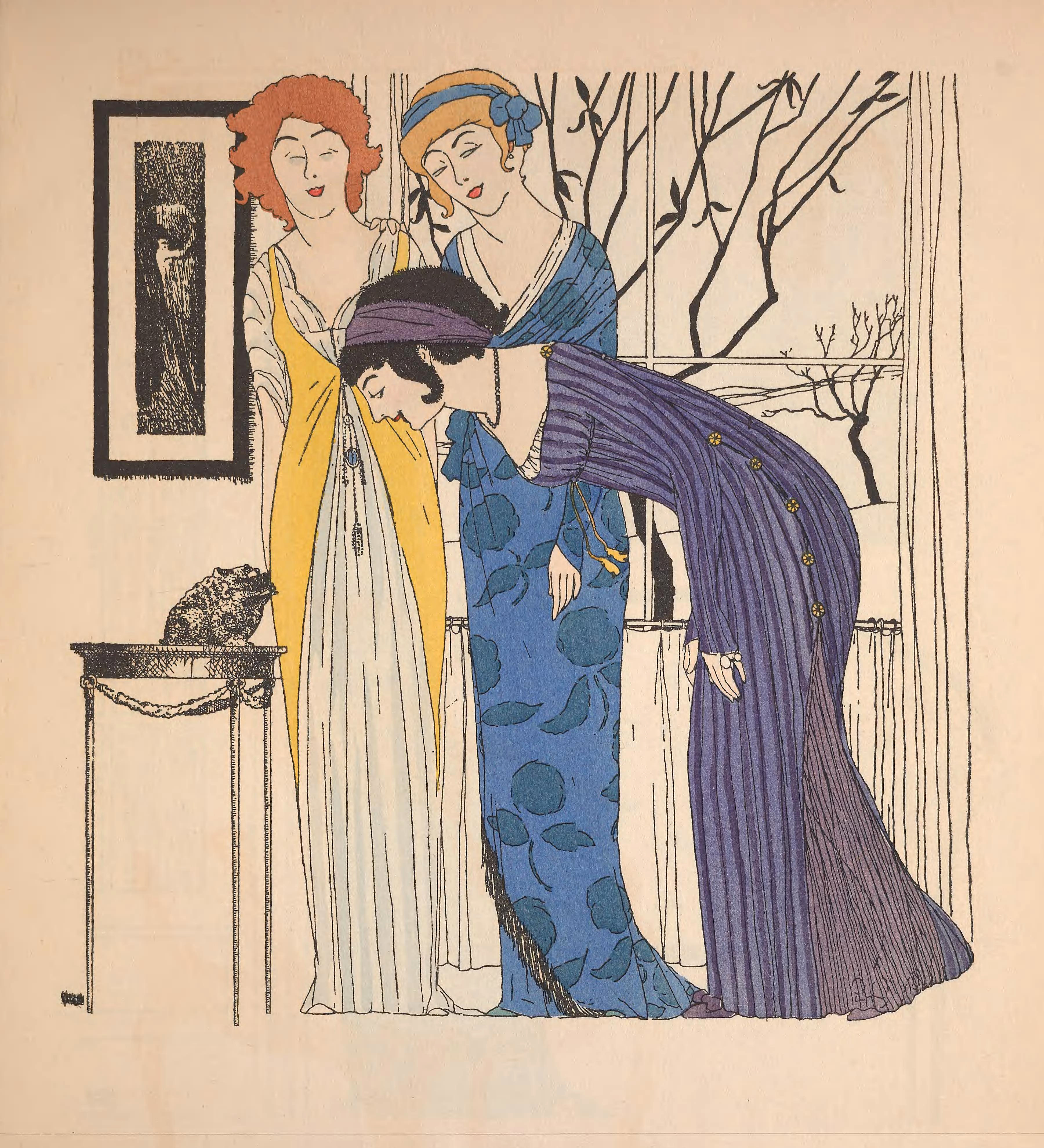
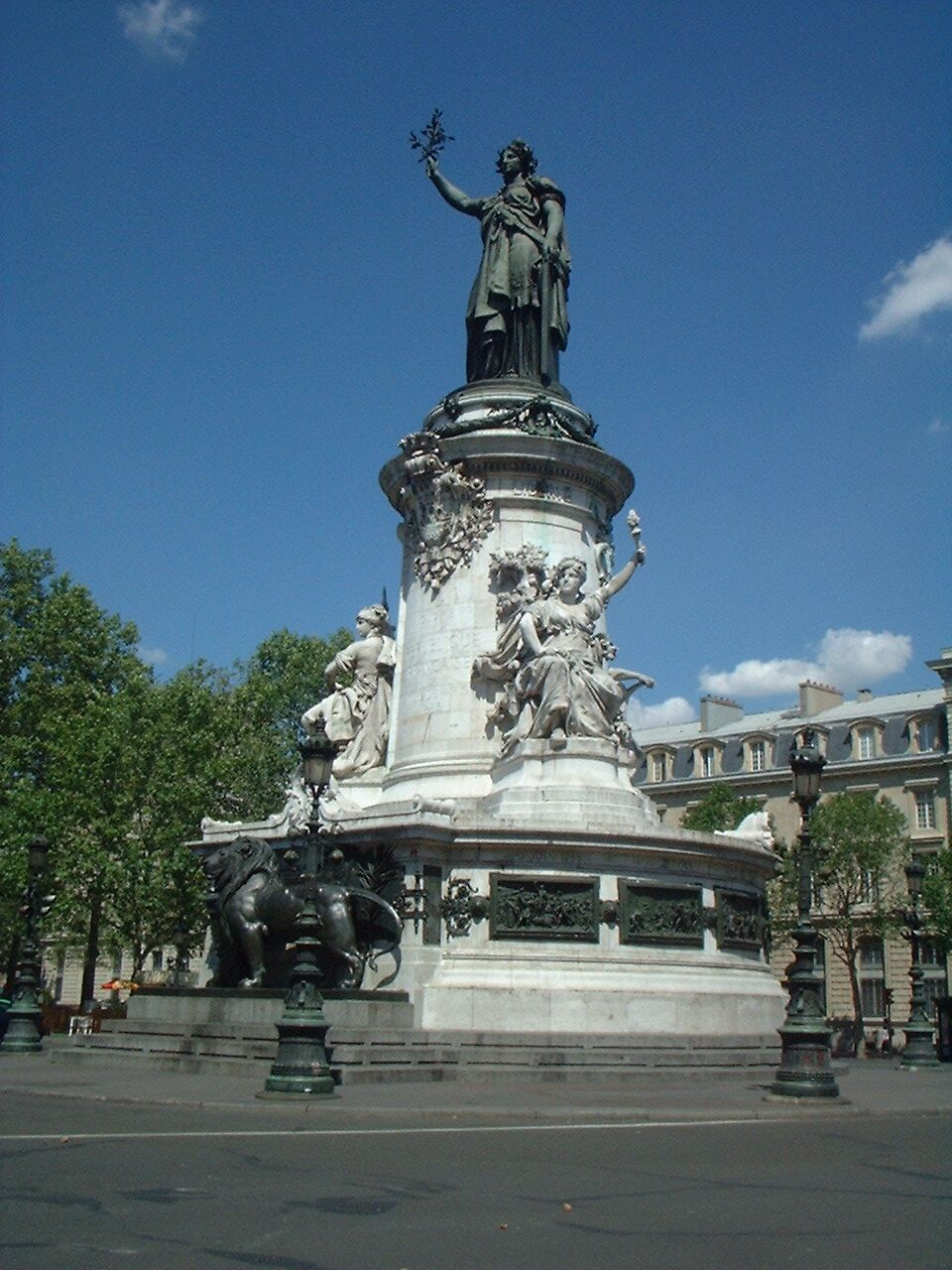
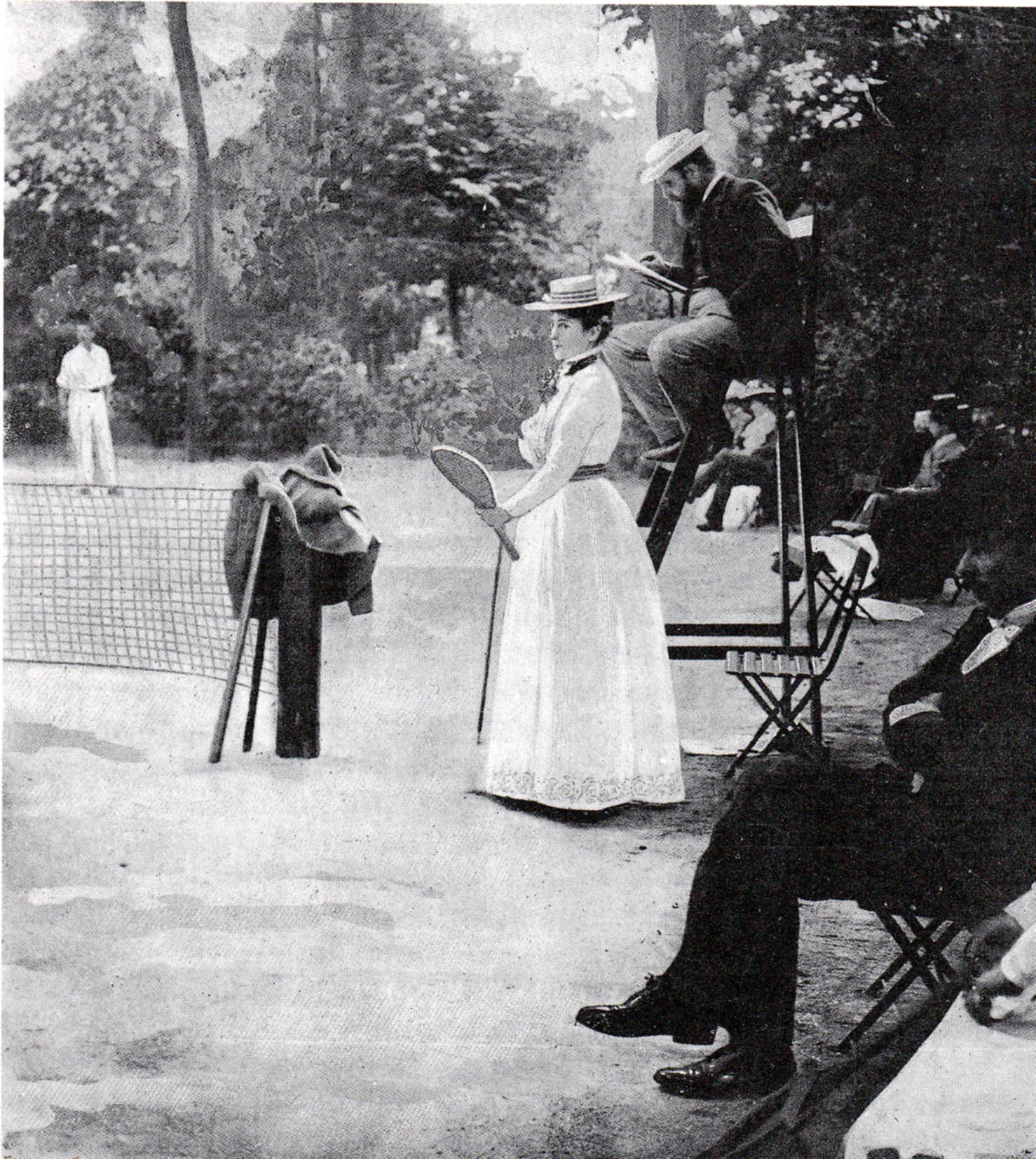
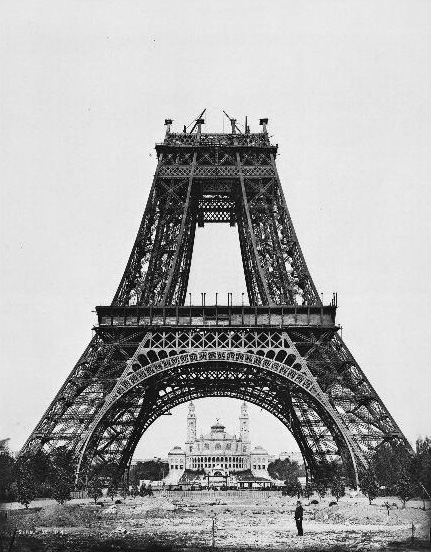
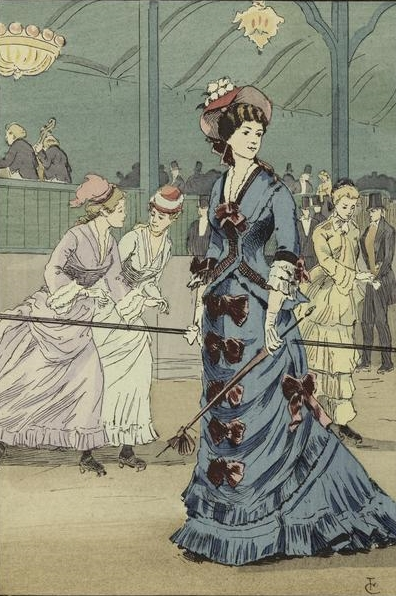
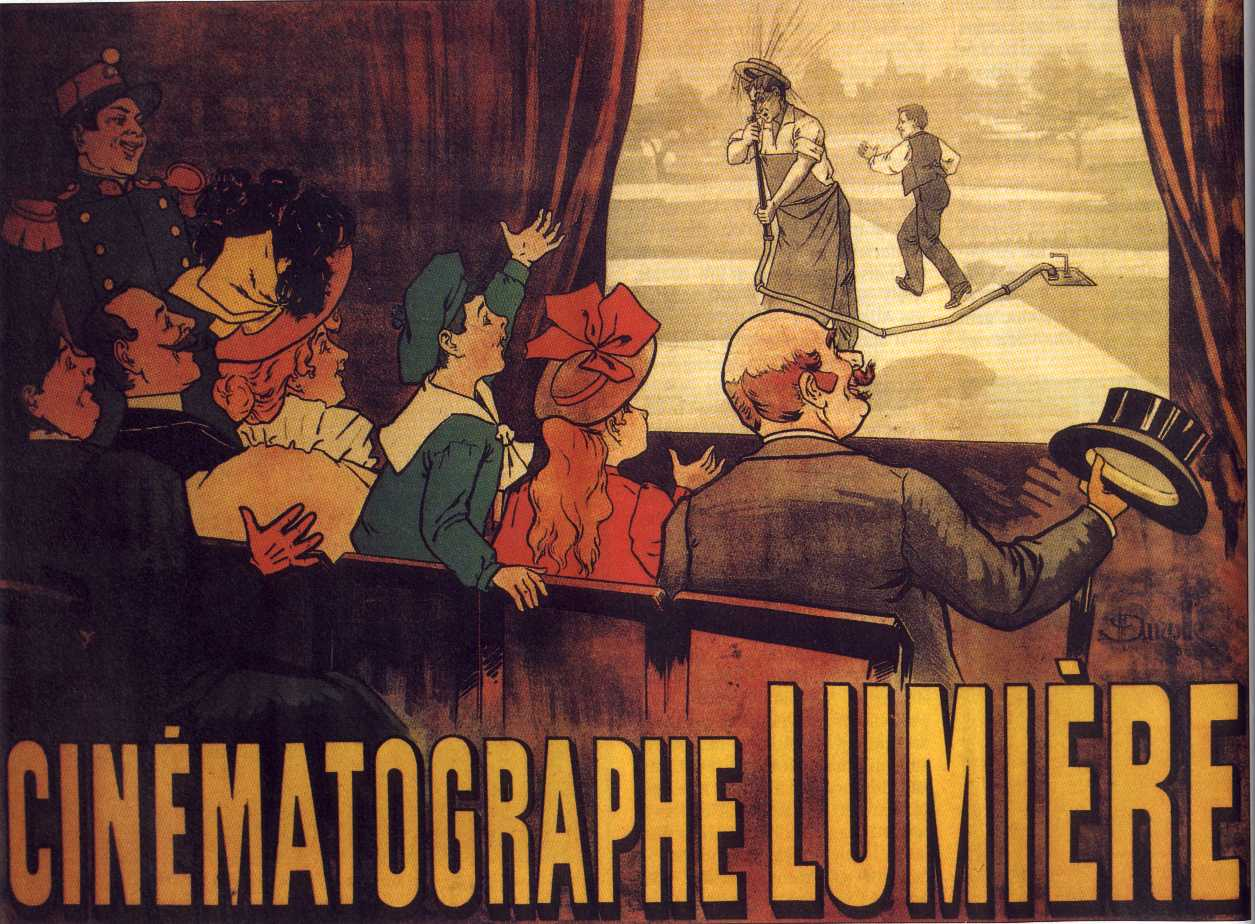